# Terra incognita (pel·lícula)
Terra incognita és una pel·lícula libanesa escrita i dirigida per Ghassan Salhab, estrenada el 2002.

## Sinopsi
A Beirut en ruïnes i en plena reconstrucció, es troben la guia turística Soraya, l’arquitecte Nadim, l’exiliat retornat Tarek, el locutor de ràdio Haïdar i la mística Leila només tenen en comú que tenen trenta anys. El seu destí es creua i els mostra atrapats en el present i amb por al futur.

## Repartiment
- Carol Abboud : Soraya
- Abla Khoury : Leila
- Walid Sadek : Nadim
- Rabih Mroue : Tarek
- Carlos Chahine : Haidar

## Distincions
- 55è Festival Internacional de Cinema de Canes : selecció a la secció Un certain regard.[3]